# Kuran wa Munjan (distrikt)
Kuran wa Munjan är ett distrikt i Afghanistan. Det ligger i provinsen Badakhshan, i den nordöstra delen av landet, 210 kilometer nordost om huvudstaden Kabul. Administrativ huvudort är Kuran wa Munjan.
Distriktet beräknades år 2022 ha cirka 11 000 invånare.